# Maurits Jacob van Lennep
Maurits Jacob van Lennep (Amsterdam, 6 januari 1830 – Haarlem, 20 januari 1913) was een Nederlands jurist en politicus.

## Biografie
Maurits Jacob van Lennep, lid van de familie Van Lennep, was een zoon van de schrijver en politicus Jacob van Lennep. Hij studeerde rechten aan de Universiteit Leiden en promoveerde er in 1853. Hij was advocaat in Amsterdam, rijksadvocaat van 1854 tot 1856, substituut-officier van justitie te Nijmegen van 1856 tot 1861 en te Amsterdam van 1861 tot 1871. In 1871 werd Van Lennep bevorderd tot officier van justitie. Van 1877 tot 1900 was hij raadsheer aan het Gerechtshof te Amsterdam. Van 1886 tot 1900 was hij bovendien lid van de Provinciale Staten van Noord-Holland.
Van Lennep woonde op de Prinsengracht bij de Amstel in Amsterdam. In de zomer verbleef hij vaak op huize Bantam te Hilversum. Huize Bantam werd in 1878 gebouwd op een deel van het landgoed van 
de familie van zijn vrouw Caroline Wilhelmina van Loon (Schaep en Burgh 's-Graveland, 19 oktober 1833 - Bantam (Hilversum), 7 juni 1899), de dochter van jhr. Willem van Loon en Annewies van Winter (1793-1877). Zij trouwden in 1857 en kregen 9 kinderen, waaronder Frank Karel van Lennep (1865-1928), jurist en lid van de Tweede Kamer en Norman van Lennep (1872-1897), (schaker). Zijn kleinzoon David Jacob van Lennep (1896-1982) was hoogleraar psychotechniek aan de Universiteit Utrecht.
Maurits Jacob van Lennep is met name bekend om zijn mémoires die gebaseerd zijn op eerdere dagboeken. Ze geven een gedetailleerd beeld van het leven in de betere kringen, van de (Europese) reizen die hij maakte en van gezondheidsproblemen. Bij koninklijk besluit van 22 december 1903, no. 42, werden  Maurits Jacob van Lennep en zijn mannelijke en vrouwelijke nazaten in de adelstand verheven. 